# Wujiang (köpinghuvudort i Kina, Jiangxi Sheng, lat 27,21, long 115,26)
Wujiang är en köpinghuvudort i Kina. Den ligger i provinsen Jiangxi, i den sydöstra delen av landet, omkring 170 kilometer söder om provinshuvudstaden Nanchang. Antalet invånare är 19 678. Befolkningen består av 9 102 kvinnor och 10 576 män. Barn under 15 år utgör 22,0 %, vuxna 15-64 år 70 %, och äldre över 65 år 7,0 %.
Runt Wujiang är det ganska tätbefolkat, med 166 invånare per kvadratkilometer. Närmaste större samhälle är Zuolong, 18,1 km nordost om Wujiang. I omgivningarna runt Wujiang växer i huvudsak blandskog.
Genomsnittlig årsnederbörd är 2 089 millimeter. Den regnigaste månaden är juni, med i genomsnitt 356 mm nederbörd, och den torraste är oktober, med 23 mm nederbörd.